# قاقان
قاقان (شازند)، روستایی از توابع بخش مرکزی شهرستان شازند در استان مرکزی ایران است.
قاقان در گذشته با نام خاقان خوانده ميشد كه اين اسم را بايد از زماني كه گروه هاي مغول اين منطقه را بعنوان ساخلو نظامي و استراحت خود در نظر گرفته بودند اطلاق كرد قاقان در زمان هاي قبل از پهلوي زير نظر ارباب منطقه حاج تقي بيات بوده است و زمين هاي بسياري در زمان تقسيم اراضي از زير يوق فرزندان بياتي درآورده و به به مردم سپرده شد ..

## جمعیت
این روستا در دهستان کوهسار قرار دارد و براساس سرشماری مرکز آمار ایران در سال ۱۳۸۵، جمعیت آن 47 نفر (۱۸خانوار) بوده‌است.